# 大吻異線䲁
大吻異線䲁（學名：Heterostichus rostratus），為輻鰭魚綱䲁形目胎䲁科異線䲁屬的一個種，分布於東太平洋美國加利福尼亞州至墨西哥下加利福尼亞州南部，包括瓜達盧佩島海域，深度0至40公尺，本魚身體非常扁平，深度是寬度的兩倍，細長，頭部和長鼻子尖銳，上頜延伸至眼睛前半部分的下方，前鼻孔和眼睛上方有一根短而平的、略帶流蘇的觸鬚，頸背上沒有觸鬚，牙齒呈圓錐形，側線直至胸鰭末端微彎，然後微降至體中部，繼續至尾鰭，身體上覆蓋著小的圓鱗，胸鰭圓短，尾鰭叉形，底色為綠色、紅色、棕色和黃色，身體通常具有多組不規則的深色斑點，排列成3-4縱列，2列從眼睛沿背部延伸，2列沿腹部和臀鰭上方延伸，背鰭硬棘37枚、背鰭軟條11至13枚、臀鰭硬棘2枚、臀鰭軟條31-35枚，體長可達61公分，壽命可達4年，棲息在巨型海草生長的岩石區，幼年個體成群活動，成年個體則單獨活動，以小型甲殼類、軟體動物和小魚為食，雌魚產附著性卵，雄魚會守護卵，幼魚為浮游性，可做為觀賞魚。